# يودوغاوا-كو
يودوغاوا-كو (باليابانية: 淀川区) هو حي في اليابان، يقع في أوساكا، بلغ عدد سكانه 179,136 نسمة وذلك حسب إحصائيات سنة 2017، تبلغ مساحته 12.64 كيلومتر مربع.

## أعلام
- كوجي ياماساكي